# 乌斯曼·尤苏波夫
乌斯曼·尤苏波维奇·尤苏波夫（俄语：Усман Юсупович Юсупов；1901年3月1日—1966年5月7日）乌兹别克族，苏联党和国家领导人。曾任乌共（布）中央第一书记，乌兹别克苏维埃社会主义共和国部长会议主席，苏联棉花部长等职。克格勃三人法庭成员。

## 生平
- 1901年2月9日（格里历：3月1日）出生于沙俄费尔干纳州马尔吉兰区Kaftarkhan村的一户乌兹别克族农民家庭。
- 1918年-1926年，轧棉厂工人。
- 1926年-1928年9月，塔什干市Prigorodny区建筑业协会副主席，理事长。塔什干市建筑业工会委员，塔什干州工会副主席。1926年加入联共（布）。
- 1928年9月-1929年3月，乌共（布）塔什干州组织部长，塔什干州委书记。
- 1929年3月-1936年12月，乌共（布）中央书记处书记。其间，1931年9月-1934年12月，全苏工会中央理事会中亚局主席。
- 1934年-1936年，联共（布）中央马列主义学习班学习。
- 1936年12月-1937年9月，乌兹别克苏维埃社会主义共和国食品工业人民委员。
- 1937年9月-1950年4月，乌共（布）中央第一书记。其间，1937年-1939年，参与斯大林组织的大清洗运动，加入克格勃三人法庭，对民族分裂势力进行大规模镇压。1938年1月-6月，乌共（布）塔什干州委组织部第一书记。1938年6月-1939年，乌共（布）塔什干州委第一书记。1938年7月-1947年3月，乌兹别克苏维埃社会主义共和国最高苏维埃主席。
- 1950年4月-1953年3月，苏联棉花部长。
- 1953年4月-1954年12月，乌兹别克苏维埃社会主义共和国部长会议主席。
- 1954年12月-1955年12月，乌兹别克苏维埃社会主义共和国部长会议副主席。
- 1955年12月-1959年2月，塔什干州Bayaut区第4国营农场主任。
- 1959年2月起退休。
- 1962年-1966年5月，塔什干州扬吉尤利区Khalkabad工厂主任。
- 1966年5月7日于塔什干州扬吉尤利逝世，享年65岁，葬于塔什干Chigatai公墓。

尤苏波夫是联共（布）16-18大，第16、18次代表会议，苏共19大代表；第18-19届中央委员；第1-4届苏联最高苏维埃联盟院代表。

## 荣誉
- 六次列宁勋章
- 一级卫国战争勋章
- 劳动红旗勋章
- 荣誉勋章

## 纪念
- 大费尔干纳运河以尤苏波夫命名。
- 1987年，导演达米尔·萨利莫夫拍摄了有关尤苏波夫领导的费尔干纳运河建设的电影《生命的意义》。